# SKN St. Pölten
Sportklub Niederösterreich St. Pölten – austriacki klub piłkarski ze stolicy austriackiego kraju związkowego Dolna Austria, St. Pölten. Drużyna gra obecnie w 2. Liga.

## Sukcesy
- Mistrz regionu Dolna Austria: 2002
- Mistrz prowincjonalnej ligi Dolna Austria: 2002
- Finalista Landespokal Cup: 2002
- Ćwierćfinalista ÖFB Cup: 2005
- Półfinalista ÖFB Cup: 2008
- Finalista ÖFB Cup: 2014

## Europejskie puchary
Legenda do wszystkich tabel:
- Q – runda eliminacyjna, 1/16, 1/8, 1/4, 1/2 – odpowiednia faza rozgrywek, Grupa – runda grupowa, 1r gr – pierwsza runda grupowa, 2r gr – druga runda grupowa, F – finał, R – runda, PO – play-off
- k. – rzuty karne, los. – losowanie, Dogr. – dogrywka, w. – zasada bramek strzelonych na wyjeździe

| Sezon   | Rozgrywki   | Runda | Przeciwnik    | Dom | Wyjazd | Ogólnie |
| ------- | ----------- | ----- | ------------- | --- | ------ | ------- |
| 2014/15 | Liga Europy | 2Q    | Botew Płowdiw | 2–0 | 1–2    | 3–2     |
| 2014/15 | Liga Europy | 3Q    | PSV Eindhoven | 2–3 | 0–1    | 2–4     |

## Kibice
Obok klubu działa oficjalna grupa kibiców WolfBrigade 04, która została założona w 2004. Poza wsparciem funkcjonowania klubu, a także organizacją oprawy na meczach, wielu kibiców angażuje się również w działania antyfaszystowskie i antyrasistowskie.